# Tyler Clippard
Tyler Lee Clippard (Lexington, 14 febbraio 1985) è un ex giocatore di baseball statunitense.

## Carriera

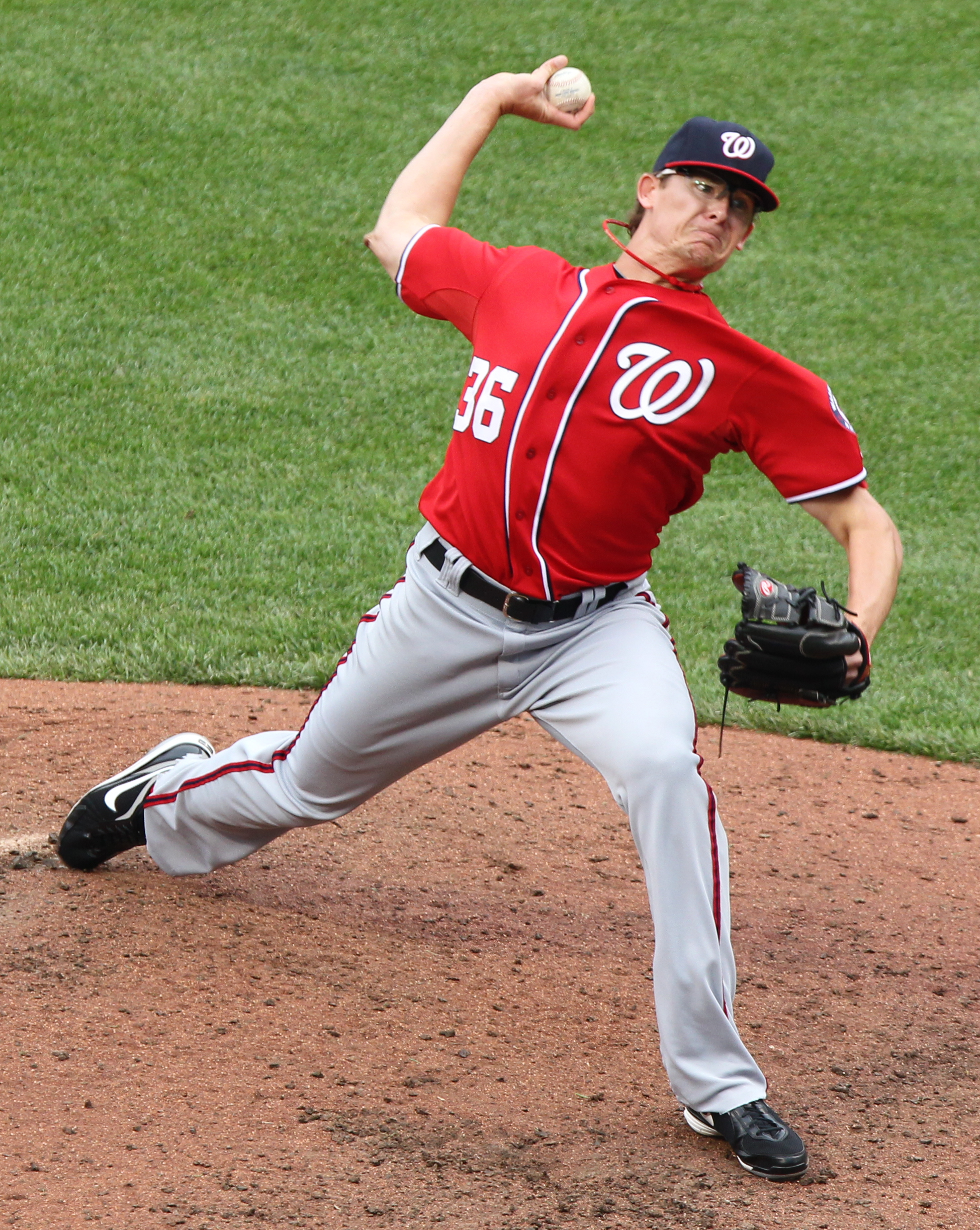
Clippard con i Nationals nel 2011

### Inizi e Minor League
Clippard nacque a Lexington, Kentucky e si trasferì con la famiglia in Florida da bambino. Frequentò prima la Palm Harbor University High School di Palm Harbor e successivamente la J. W. Mitchell High School di New Port Richey, dove si diplomò. Venne selezionato nel 9º turno del draft MLB 2003 dai New York Yankees. Cominciò a giocare nello stesso anno nella classe Rookie. Nel 2004 giocò per l'intera stagione nella classe A. Nel 2005 venne promosso nella classe A-avanzata e nel 2006 giocò nella Doppia-A.

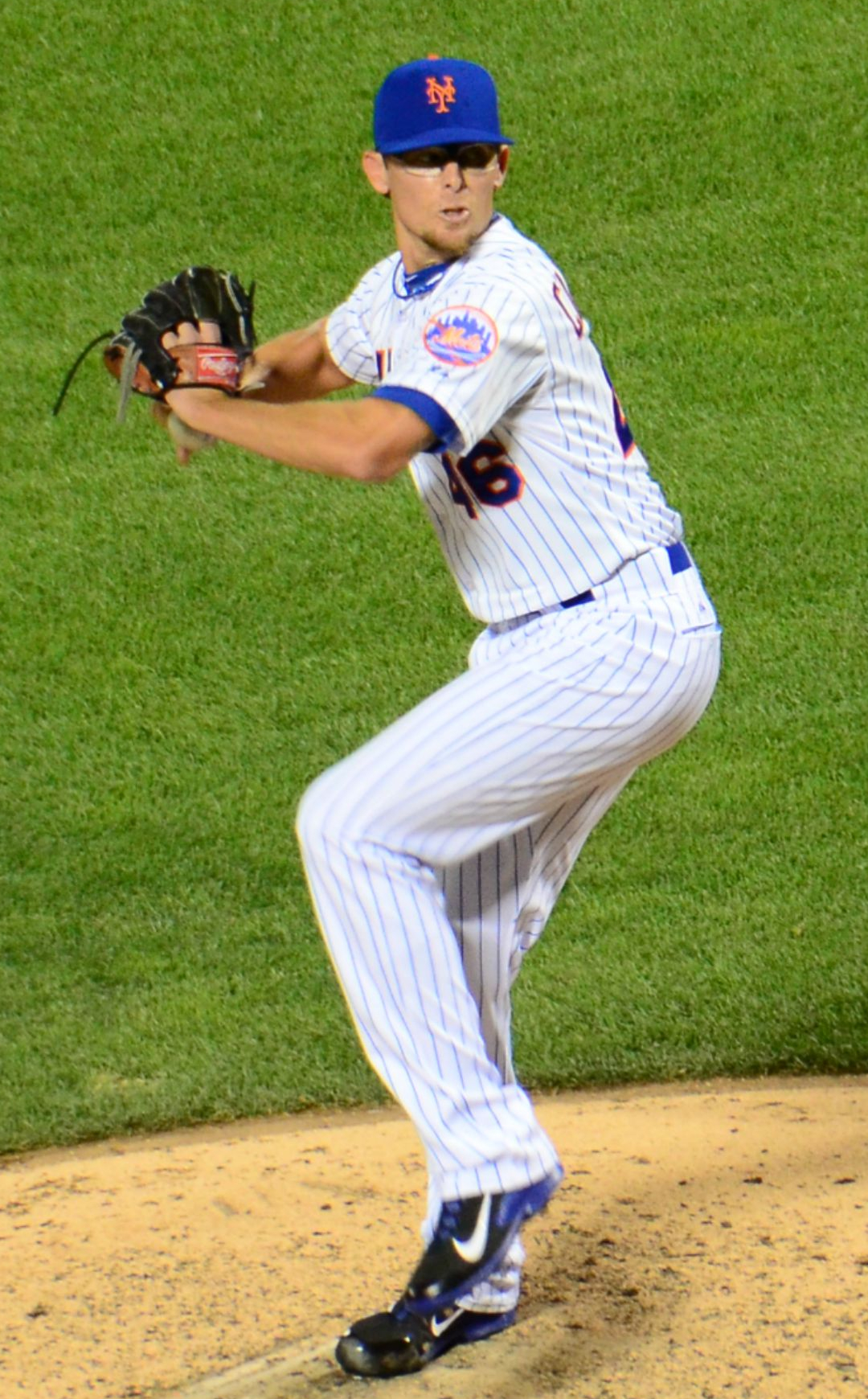
Clippard con i Mets nel 2015

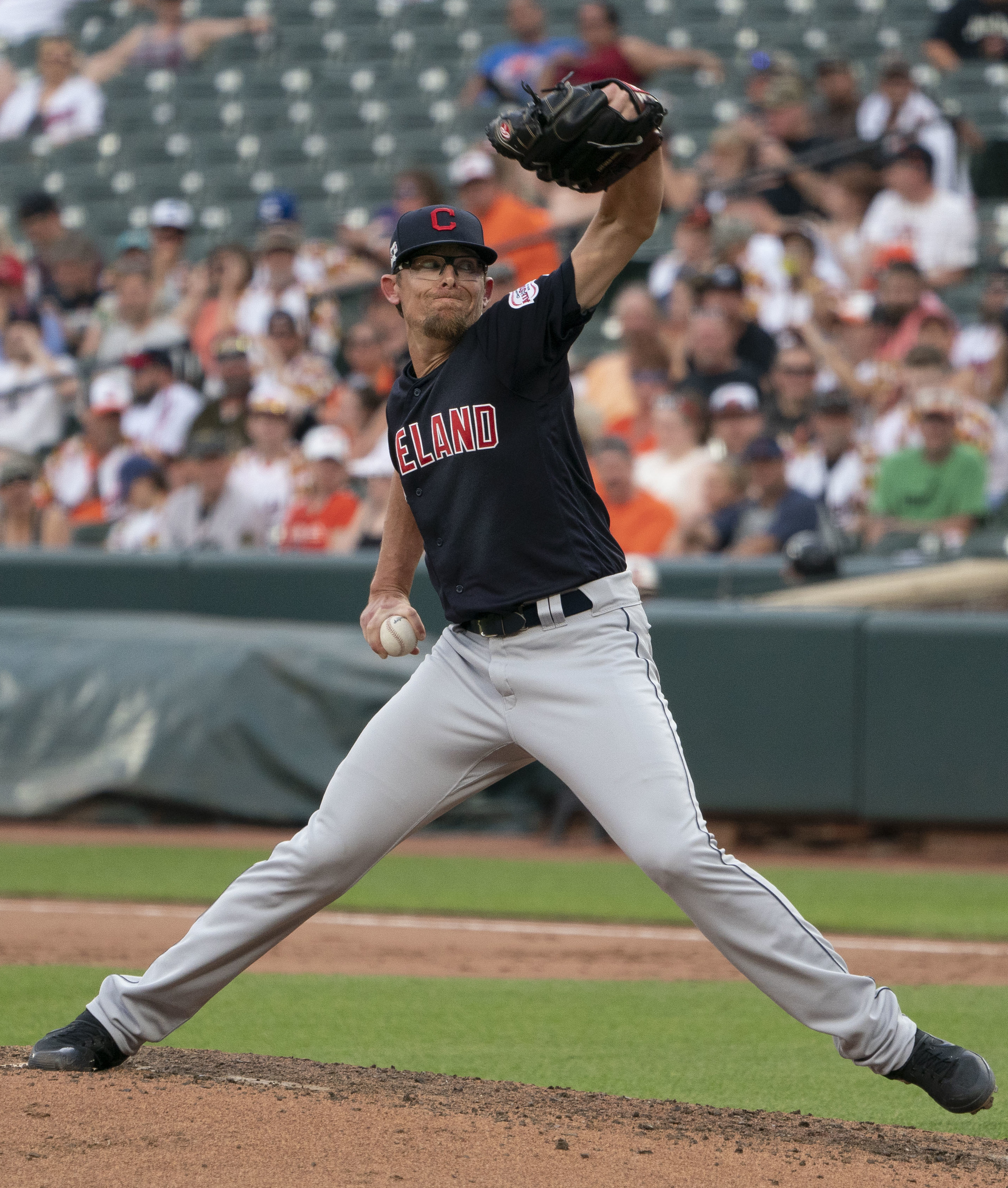
Clippard con gli Indians nel 2019

### Major League
Clippard debuttò nella MLB il 20 maggio 2007, al Shea Stadium di New York contro i New York Mets, come lanciatore partente. Concluse la sua prima stagione regolare con 6 partite disputate in Major League (tutte come partente) e 20 giocate nella Minor League, 14 nella Tripla-A e 6 nella Doppia-A. Il 4 dicembre, gli Yankees scambiarono Clippard con i Washington Nationals per Jonathan Albaladejo.
Nel 2008 giocò solamente 2 partite nella MLB e 27 nella Tripla-A. Per la stagione 2009 divenne lanciatore di rilievo, giocando 41 partite nella Major League e 24 nella Tripla-A. Nel 2011 venne convocato la prima volta per l'All-Star Game. Nel 2012 Clippard giocò principalmente nel ruolo di lanciatore di chiusura e partecipò per la prima volta al post-stagione. Nel 2014 partecipò nuovamente all'All-Star Game.
Il 14 gennaio 2015, i Nationals scambiarono Clippard con gli Oakland Athletics per Yunel Escobar. Il 27 luglio dello stesso anno, venne scambiato con i New York Mets per il giocatore di minor league Casey Meisner e divenne free agent al termine della stagione.
l'8 febbraio 2016, Clippard firmò con gli Arizona Diamondbacks. Il 31 luglio, venne scambiato con gli Yankees.
Il 19 luglio 2017, gli Yankees scambiarono Clippard e i giocatori di minor league Ian Clarkin, Tito Polo e Blake Rutherford con i Chicago White Sox per Todd Frazier, Tommy Kahnle e David Robertson. Il 13 agosto, venne scambiato con gli Houston Astros per un giocatore da nominare in seguito o una somma in denaro. Nonostante abbia giocato nella stagione 2017 con gli Astros, non divenne campione delle World Series poiché non venne inserito nella lista dei 40 giocatori della post-stagione. Divenne free agent a stagione conclusa.
Il 7 marzo 2018, Clippard firmò un contratto con i Toronto Blue Jays. Il 25 giugno, in occasione della serie d'incontri con gli Astros, Clippard ricevette l'anello delle World Series dalla sua ex squadra. Il 2 agosto, Clippard entrò in campo come lanciatore partente (l'ultima volta accadde nel 2008) contro i Mariners.
Il 23 febbraio 2019, Clippard firmò un contratto con i Cleveland Indians. Divenne free agent al termine della stagione.
Il 20 dicembre 2019, Clippard firmò un contratto valido un anno con i Minnesota Twins. Divenne free agent al termine della stagione 2020.
Il 22 febbraio 2021, Clippard firmò un contratto annuale del valore di 2.25 milioni di dollari con gli Arizona Diamondbacks con inclusa un'opzione per la stagione successiva.

## Nazionale
Clippard partecipò all'edizione 2017 del World Baseball Classic con la Nazionale di baseball degli Stati Uniti d'America, ottenendo come i suoi compagni di squadra, la medaglia d'oro.

## Palmarès

### Individuale
- MLB All-Star: 2

2011, 2014

### Nazionale
- World Baseball Classic:  Medaglia d'Oro

Team USA: 2017